# Teplice
Teplice é uma cidade checa localizada na região de Ústí nad Labem, distrito de Teplice.